# 岡田実子
岡田 実子（おかだ じつこ、1973年9月26日- ）は、日本のイメージコンサルタント。一般社団法人日本顔タイプ診断協会代表理事。イメージコンサルタント養成スクールHAPPY SPIRAL Academy・サロンHAPPY SPIRAL代表。顔タイプ診断生みの親。

## 略歴
- 1996年、立命館大学経済学部卒業後[3]、3年間会社員として働いた後に結婚し専業主婦となる。その後、化粧品販売の仕事を経験。1999年以降、パーソナルカラースクール、メイクスクール、イメージコンサルタントスクールなど7つのスクールで学ぶ。
- 2005年、イメージコンサルタントの資格を取得し、銀座に個人レッスンサロンを設立。7,000名以上の診断やプロデュースをするうち、顔によって似合う服が違うことに気がつき、また肌の色から考えるパーソナルカラー診断や体の骨格から考える骨格診断は存在する一方、顔をベースにした診断が無いことに着目し、顔タイプ診断を独自に考案。
- 2016年1月、イメージコンサルタントとメイクのプロを養成する「HAPPY SPIRAL Academy」を開校。翌年7月、一般社団法人日本顔タイプ診断協会設立 [4][5][6]。

## 人物
- 2児の母親。

## 著書
- 顔タイプ診断で見つかる本当に似合う服（かんき出版 2019年1月17日 ISBN 978-4761273903） - 2019年10月に台湾にて翻訳本、2022年10月に中国にて翻訳本が発売[7][8][9]
- 自分史上最高のキレイが手に入る顔タイプメイク（かんき出版 2020年11月4日 ISBN 978-4761275150）

## 出演

### テレビ
- 日本テレビ「バゲット」（2019年7月31日）[10]
- TBSテレビ「この差って何ですか?」（2020年1月7日、3月31日、8月18日）[11][12][13]
- BS日テレ「ShoppingポジTV」（2020年2月1日）
- 関西テレビ「やすとも・友近のキメツケ!※あくまで個人の感想です」（2021年07月25日）
- 日本テレビ「ヒルナンデス!」（2021年11月26日）
- フジテレビ「めざまし8」（2022年1月26日）
- TBSテレビ「形から入ってみた」（2023年6月5日）

### ラジオ
- TOKYO FM「Blue Ocean」（2018年3月19日、2019年2月25日、4月9日）
- J-WAVE「RINREI CLASSY LIVING」（2019年3月31日）
- J-WAVE 「TOKYO MORNING RADIO」マンスリーゲスト（2019年7月4日）
- TOKYO FM「高橋みなみのこれから、何する?」（2019年8月18日）[14][15]